# Siloturm der Walzmühle Mühldorf am Inn

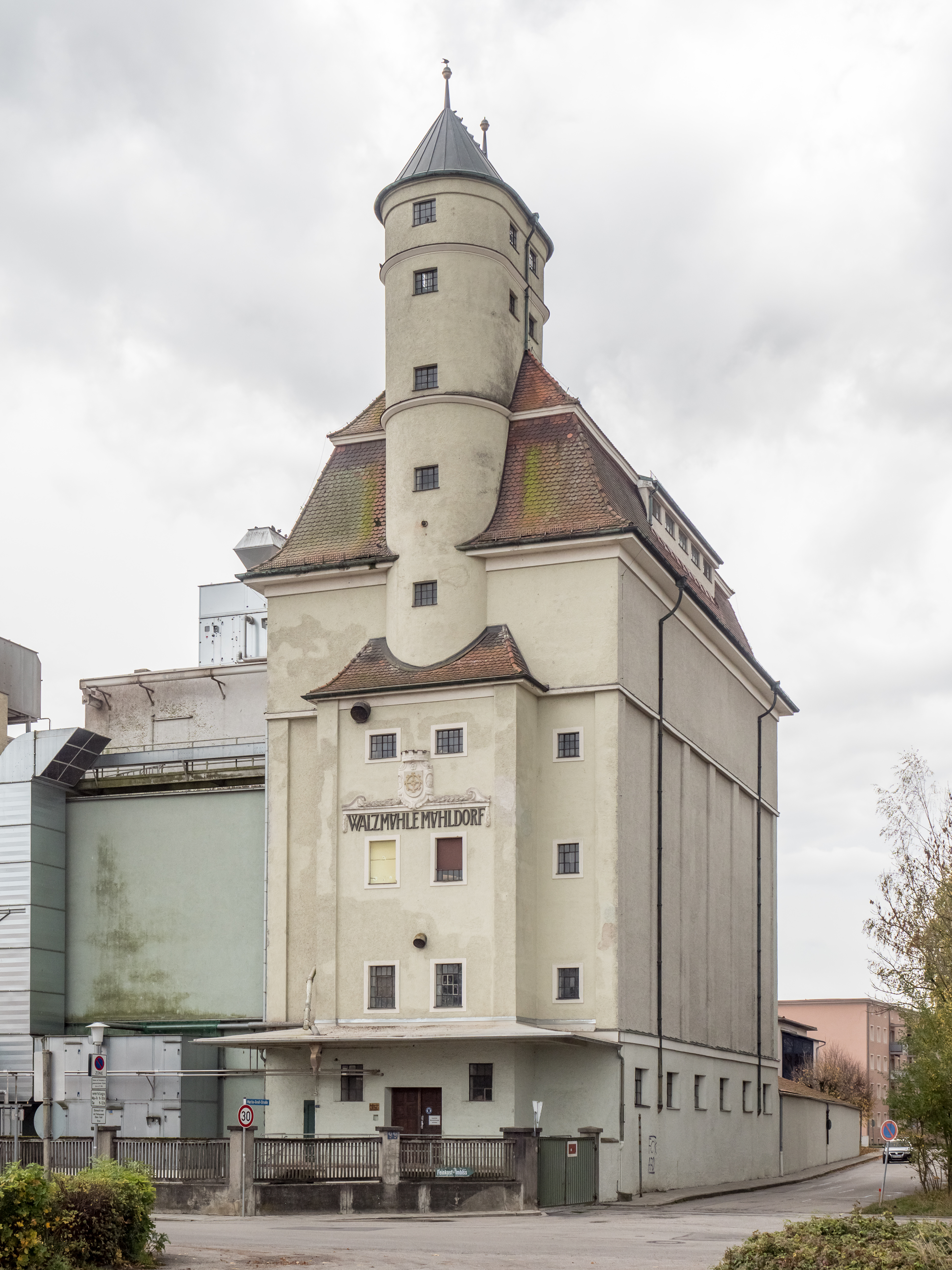
Siloturm der Walzmühle in Mühldorf am Inn

Der Siloturm der Walzmühle in Mühldorf am Inn, einer Stadt im oberbayerischen Landkreis Mühldorf am Inn, wurde um 1920/30 errichtet. Der Siloturm an der Martin-Greif-Straße Ecke Richard-Wagner-Straße ist ein geschütztes Baudenkmal. 
Der mehrgeschossige Bau mit Mansardwalmdach und Dachreiter wird noch für den Mühlenbetrieb genutzt.